# Свенссон, Ивар
Ивар Самуэль Свенссон (швед. Ivar Samuel Svensson; 7 ноября 1893, Норрчёпинг — 18 июня 1934, Санкт-Маттеус) — шведский футболист, нападающий. Участник летних Олимпийских игр 1912 года.

## Биография
Ивар Свенссон родился 7 ноября 1893 года в шведском городе Норрчёпинг.
Играл в футбол на позиции нападающего. В 1912—1913 годах выступал за «Норрчёпинг», в 1914—1917 годах — за АИК. В 1914 и 1916 годах дважды стал чемпионом Швеции в составе АИКа.
В 1912 году дебютировал в сборной Швеции. Дебютным для Свенссона стал товарищеский матч в Гётеборге против Венгрии (2:2), которую он провёл полностью и забил гол на 46-й минуте.
В 1912 году вошёл в состав сборной Швеции по футболу на летних Олимпийских играх в Стокгольме, поделившей 9-11-е места. Играл на позиции нападающего, провёл 2 матча, забил 2 мяча в ворота сборной Нидерландов.
В 1914—1916 годах провёл за сборную Швеции 21 матч, забил 16 мячей.
Умер 18 июня 1934 года в стокгольмском приходе Санкт-Маттеус.

## Достижения

### Командные
АИК
- Чемпион Швеции (2): 1914, 1916.